# Ramalat Sport Club
Ramalat Sport Club (conhecido popularmente como Ramalat e cujo acrônimo é RSC). é um clube brasileiro de futebol da cidade de Ouricuri, no interior de Pernambuco. Foi fundado em 20 de janeiro de 1994 e suas cores oficiais, presentes no escudo e bandeira, são o verde e branco.
Tem como modalidade esportiva principal o futebol, como um dos clubes mais vencedores e de maior relevância da Terra dos Voluntários da Pátria. Seus títulos mais importantes conquistados no futebol são as quatro Série A3 do Campeonato Pernambucano de Futebol e os quatro Campeonatos Municipais de Ouricuri. 
Após faturar seu quarto título no terceirona do estadual em 1999, o verdão do Araripe conseguiu o acesso a Segunda divisão Pernambucana, o que culminou em sua profissionalização. Após quatro anos na segunda divisão, conquista o vice-campeonato e uma vaga na elite do futebol profissional de Pernambuco mas, devido a problemas de escalação irregular de um jogador, o clube foi punido com perda de pontos e o direito de subir de divisão, o que acarretou em seu licenciamento nos dias atuais.

## História
A História do Ramalat Sport Club começa no dia 20 de janeiro de 1994, quando o clube foi fundado como um dos negócios da família Ramos, a Ramos Ltda. Uma das famílias mais influentes do município de Ouricuri, no interior de Pernambuco. 
—“O Clube nasceu de uma paixão nossa, pois todos da família adoram futebol. Mas vimos também uma oportunidade de negócio e decidimos investi”, conta Romildo Ramos, presidente do clube na época em que o clube despontava na terceirona.
Em 1996, disputa pela primeira vez, um campeonato estadual, embora o certame não fosse uma competição a nível profissional. Nesta divisão intermediaria, o Ramalat fez sucesso conquistando quatro títulos de forma consecutiva, sendo que só em 1998, passou a ser uma divisão profissional pela entidade máxima do futebol pernambucano, a Federação Pernambucana de Futebol (FPF). Dando acesso a segunda divisão profissional de futebol pernambucano. No ano de 1999, estreia na segundona do pernambucano, onde participou de quatro temporadas e em 2004 após ficar com o vice-campeonato, conquista uma vaga para a elite do futebol pernambucano, a Primeira divisão do Futebol Pernambucano.
Em 2004, o Ramalat representou bem sua cidade. Na primeira fase, liderou o seu grupo (Primeira fase com 17 clubes divididos entre 4 grupos) com a segunda melhor pontuação e apenas uma derrota, avançando para a próxima fase. Na segunda fase, agora com 12 equipes divididas entre 3 grupos de três, onde disputou com igualdade, a classificação com o Vera Cruz e o Surubim, pois ambas equipes terminaram empatadas com 6 pontos, ficando apenas a equipe da cidade de Surubim com um saldo de gols de -1 (menos um) no critério de desempate. Na terceira fase, agora com 2 grupos de quatro, volta a liderar um grupo com a segunda melhor pontuação. Já na fase final, num quadrangular final, o Ramalat terminou na segunda colocação e com o então vice-campeonato. Mas devido o clube ter escalado um jogador irregular, o clube foi penalizado com a perda de seis pontos e a vaga para o acesso a primeira divisão, ficando para a terceira melhor colocada, a Associação Desportiva Vitória, atual Associação Acadêmica e Desportiva Vitória das Tabocas.

## Clube

### Associados
Atualmente, o Ramalat é um dos clubes que se encontra no anonimato. A equipe apenas disputa certames de sua região e possui uma torcida acanhada e poucos seguem ou acompanham sua história. O clube já fez varias tentativas de voltar ao cenário do futebol profissional de Pernambuco mas, sem resultados e continuando no licenciamento.

### Estádio
O Estádio Municipal do Araripe, também popularmente conhecido como O Bigodão, já foi palco de partidas do Ramalat quando jogava profissionalmente. no 116° aniversario do município de Ouricuri em 2019, o estádio teve sua arquibancada entregue. A estrutura, faz parte do plano de reforma e revitalização dos estádio pela prefeitura de Ouricuri. Três anos antes, já havia sido entregue a revitalização do gramado e de áreas internas do estádio.

## Símbolos

### Mascote

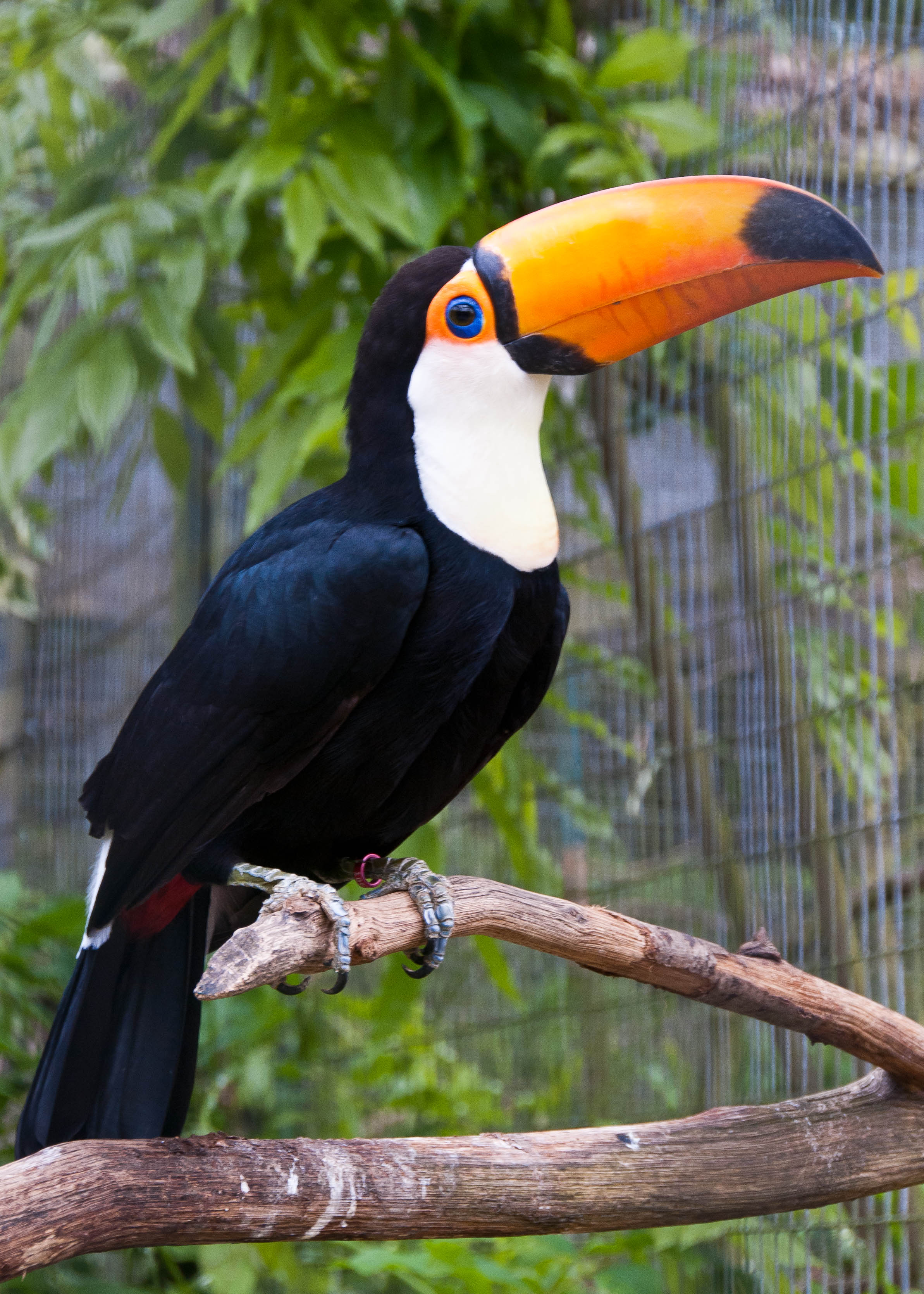
Tucano - mascote do Ramalat

O Tucano, é uma ave da família Ramphastidae que vive nas florestas da América Central e América do Sul. Possui um bico grande e oco. A parte superior é constituída por trabéculas de sustentação e a parte inferior é de natureza óssea. O Tucano é uma ave frugívoro (que come frutas), mas pode incluir na sua dieta, alguns insetos, pequenas presas (como lagarto, perereca, etc) e até mesmo ovos de outras aves. Possui pés zigodáctilos (dois dedos direcionados para frente e dois para trás), típicos de animais que trepam em árvores. É uma ave monogâmica territorialista (vivem e se reproduzem em casal isolado). Não há dimorfismo sexual e a sexagem pode ser feita por análise de seu DNA. A fêmea e o macho trabalham no ninho, que é construído em ocos de árvore. A fêmea choca e o macho alimenta-os.
A ave que é mascote do Ramalat, é o Ramphastos toco, popularmente conhecido como tucanuçu, tucanaçu, tucano-grande e tucano-boi, é uma espécie de tucano e o maior representante da família Ramphastidae.

### Uniformes

#### Uniformes dos jogadores
- Primeiro uniforme: Camisa branca com faixas verde, calção e meias verdes.
- Segundo uniforme: Camisa verde com faixa horizontal branca, calção e meias brancas.
- Terceiro uniforme: Camisa brancacom detalhes verdes na barra das mangas, calção branco e meias verdes.

| Primeiro | Segundo | Terceiro |

#### Uniformes dos goleiros
- Primeiro uniforme: Camisa azul, calção e meias azuis;

| Primeiro |

## Títulos
| ESTADUAIS  | ESTADUAIS                          | ESTADUAIS | ESTADUAIS               |
|            | Competição                         | Títulos   | Temporadas              |
| ---------- | ---------------------------------- | --------- | ----------------------- |
|            | Campeonato Pernambucano - Série A3 | 4         | 1996, 1997, 1998 e 1999 |
| MUNICIPAIS |                                    |           |                         |
|            | Competição                         | Títulos   | Temporadas              |
|            | Campeonato Municipal de Ouricuri   | 4         | 1994, 1995, 1996 e 1998 |

## Estatísticas

### Campanhas de destaque
| Ramalat Sport Club      | Ramalat Sport Club          | Ramalat Sport Club     | Ramalat Sport Club | Ramalat Sport Club |
| Torneio                 | Campeão                     | Vice-campeão           | Terceiro colocado  | Quarto colocado    |
| ----------------------- | --------------------------- | ---------------------- | ------------------ | ------------------ |
| Pernambucano - Série A2 | 0 (não possui)              | 1 vez (Última em 2004) | 0 (não possui)     | 0 (não possui)     |
| Pernambucano - Série A3 | 4 (1996, 1997, 1998 e 1999) | 0 (não possui)         | 0 (não possui)     | 0 (não possui)     |
| Campeonato Ouricuriense | 4 (1994, 1995, 1996 e 1998) | 0 (não possui)         | 0 (não possui)     | 0 (não possui)     |

### Participações
| Competição | Competição              | Temporadas | Melhor campanha                   | Estreia         | Última          | P | R |
| Pernambuco | Pernambucano - A2       | 4          | Vice-campeão                      | 2000            | 2004            |   | – |
| Pernambuco | Pernambucano - A3       | 5          | Campeão (1996, 1997, 1998 e 1999) | 1994            | 1999            | 1 | – |
|            | Campeonato Ouricuriense | 4          | Campeão (1994, 1995, 1996 e 1998) | (não informado) | (não informado) |   |   |